# Yilu (köping i Kina, Henan)
Yilu (kinesiska: 宜路, 宜路镇) är en köping i Kina. Den ligger i provinsen Henan, i den centrala delen av landet, omkring 210 kilometer sydost om provinshuvudstaden Zhengzhou. Antalet invånare är 50 687. Befolkningen består av 25 723 kvinnor och 24 964 män. Barn under 15 år utgör 24,0 %, vuxna 15-64 år 65 %, och äldre över 65 år 9,0 %.
Genomsnittlig årsnederbörd är 1 047 millimeter. Den regnigaste månaden är augusti, med i genomsnitt 224 mm nederbörd, och den torraste är januari, med 13 mm nederbörd.